# Norvég garnéla
A norvég garnéla (Pandalus borealis) a felsőbbrendű rákok (Malacostraca) osztályának tízlábú rákok (Decapoda) rendjébe, ezen belül a Pandalidae családjába tartozó faj.

## Előfordulása
A norvég garnéla előfordulási területe az Atlanti- és a Csendes-óceánok északi, hideg vizeiben van.

## Alfajai
- Pandalus borealis borealis - az atlanti-óceáni alfaj, amely Új-Angliától kezdve, északra a kanadai Új-Fundland és Labrador, valamint a Baffin-sziget tengervizein keresztül, keletre Grönlandig, Izlandig és a norvégiai Spitzbergákig található meg. Európa vizeiben az Északi-tengerben és a La Manche csatornában fordul elő.
- Pandalus borealis eous - korábban a csendes-óceáni alfajnak számított, de manapság elnyerte az önálló faji státuszát Pandalus eous Makarov, 1935 név alatt. Az elterjedési területe ívet alkot az Ohotszki-tengertől északkeletre a Bering-szoroson keresztül, egészen délkeletre az USA-beli Washington államig.

## Megjelenése
A nyolcéves élettartama alatt a hím 120 milliméteresre, míg a nőstény 165 milliméteresre nő meg. Ez a faj a nemváltó állatok egyike; azaz az egyed hímként kezdi az életét, de 2-3 éves korában a heréi elkezdenek átalakulni petefészekké és nőstényként éli le hátralevő életét.

## Életmódja
Ez a kis rák 20-1330 méteres mélységek között él, általában a puha iszapba elrejtőzve. A 0-8 Celsius-fok közti vízhőmérsékletet kedveli.

## Felhasználása
A norvég garnéla a halászipar egyik fontos célzsákmánya. Főképp Norvégia és Kanada halásszák. A norvégok az 1900-as évek elejétől, míg a kanadaiak az 1980-as évek elejétől halásszák ezt a rákot. 2008-ban, Kanada 164 ezer tonnát foghatott ki belőle. Habár világszinten a faj nincs veszélyeztetve, 2013-ban, az állománycsökkenés miatt Új-Anglia vizeiben leállították a kifogását.
Emberi fogyasztásra alkalmas, emiatt nagy számban fogyasztja a fajunk. A kitinpáncéljából kitozánt lehet kinyerni. Továbbá a szántóföldek trágyázásához is felhasználható.

## Képek

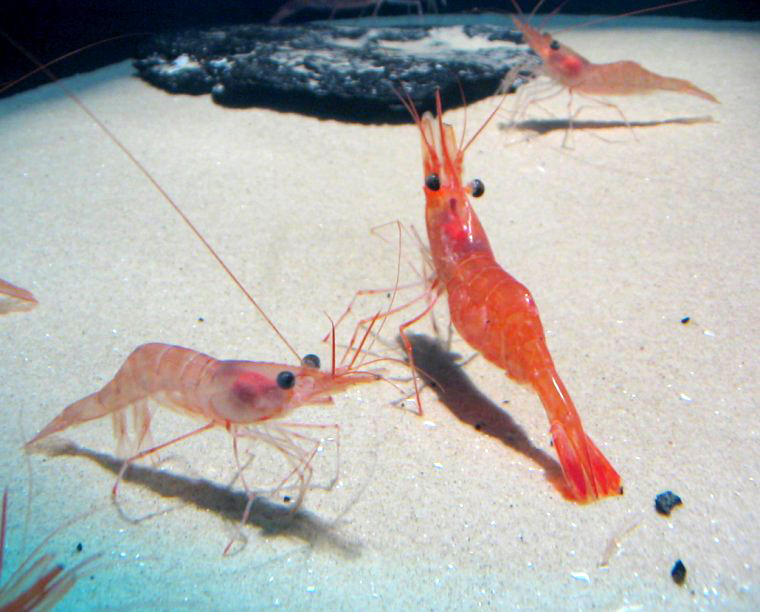
Akváriumi példányok
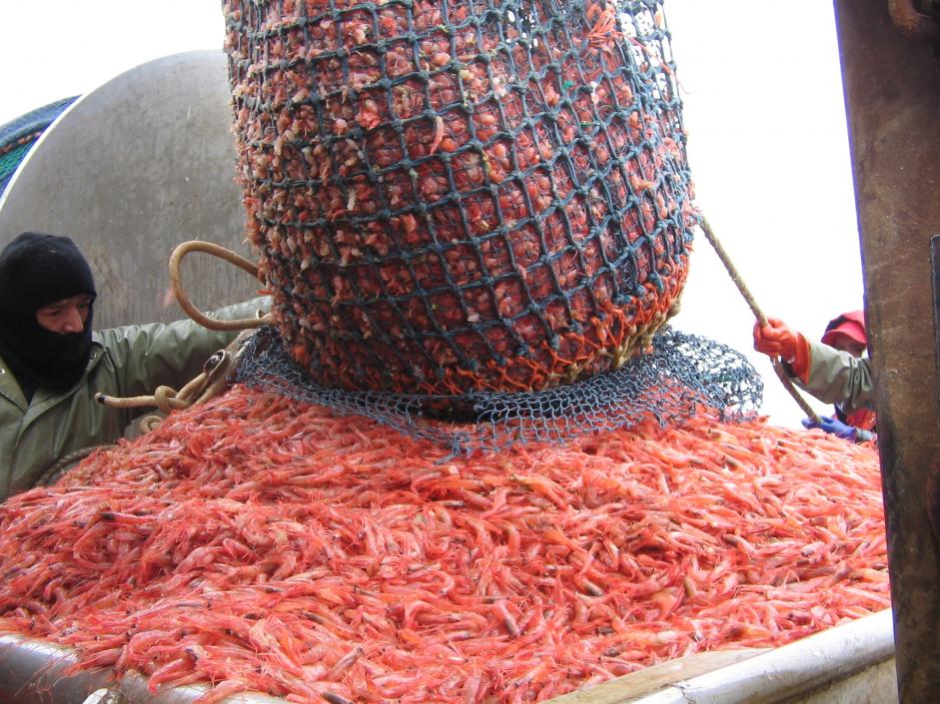
Kifogáskor
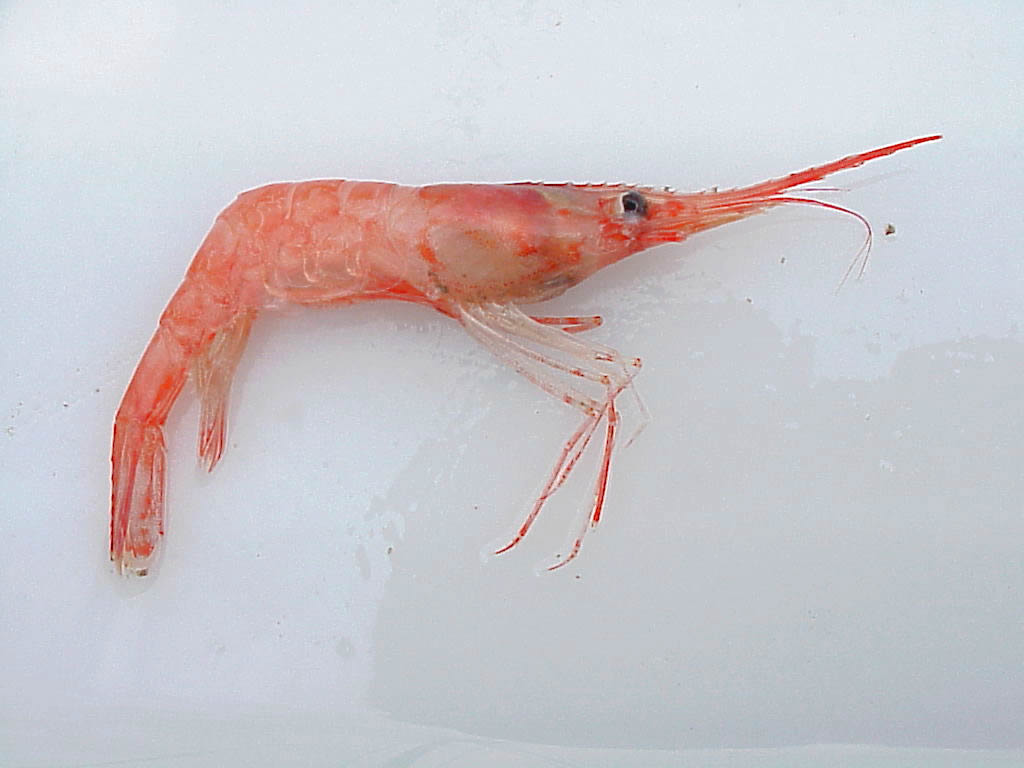
Kifogott
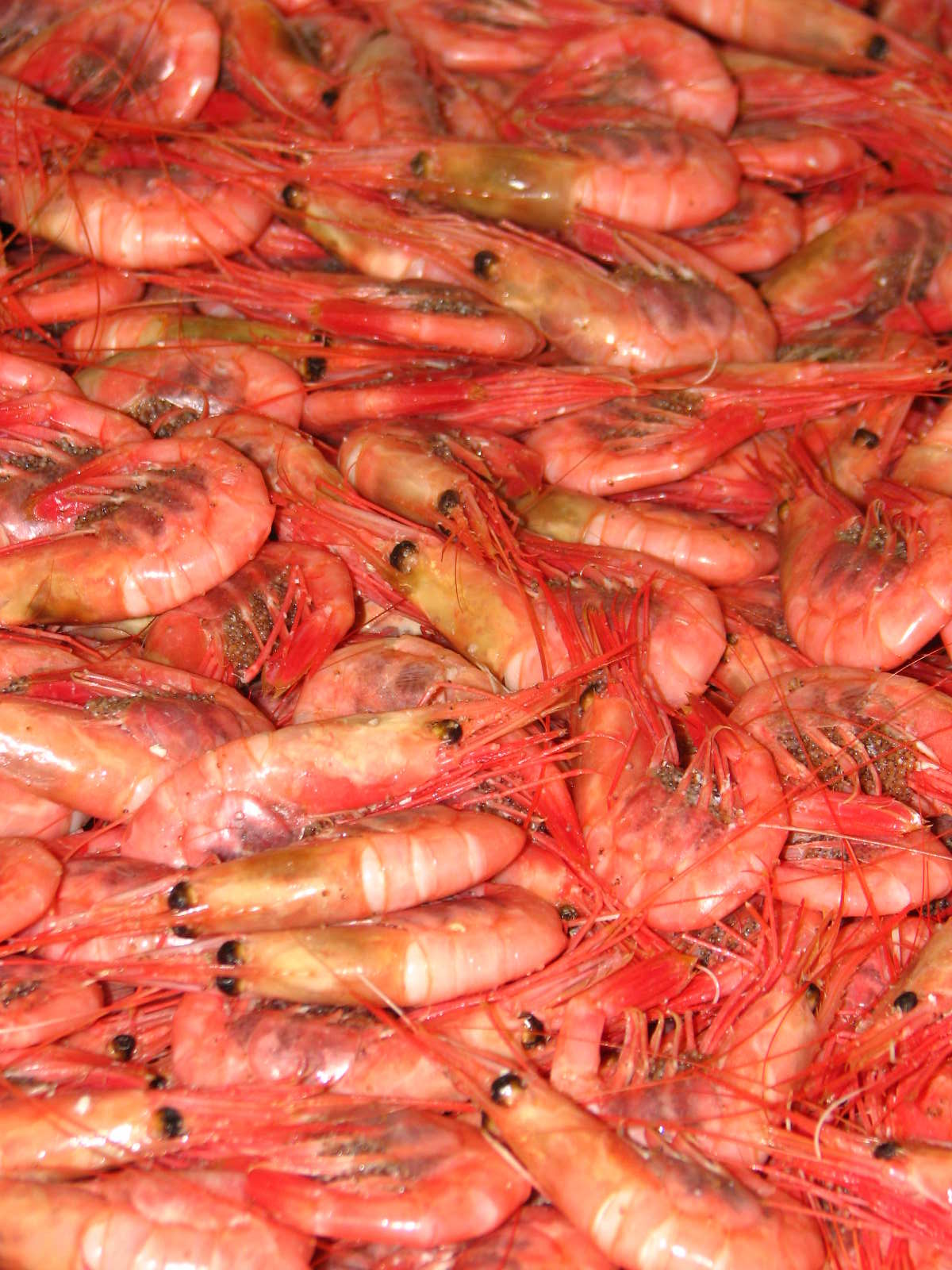
példányok
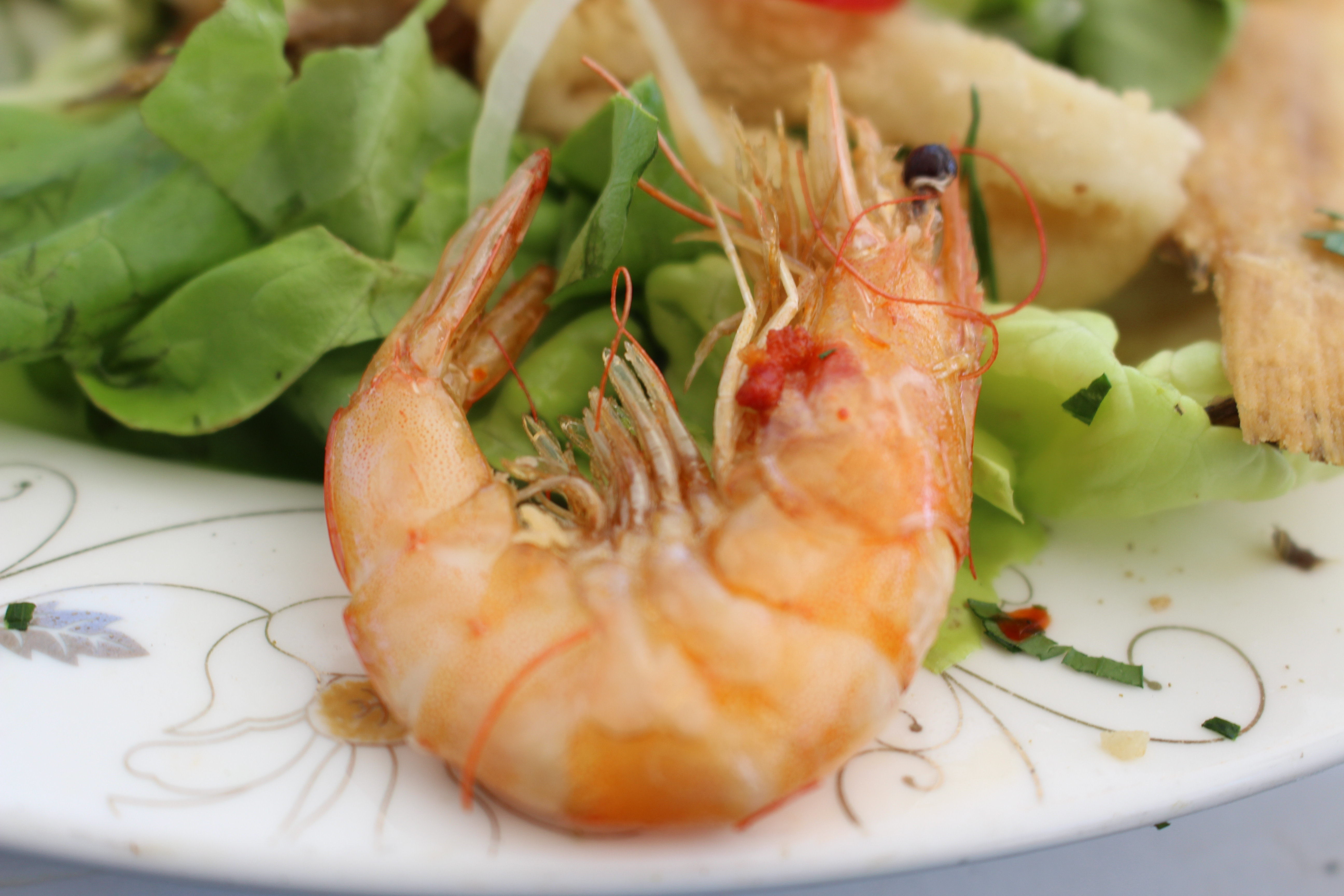
Ételként

### Fordítás
- Ez a szócikk részben vagy egészben  a   Pandalus borealis című angol Wikipédia-szócikk ezen változatának fordításán alapul.  Az eredeti cikk szerkesztőit annak laptörténete sorolja fel. Ez a jelzés csupán a megfogalmazás eredetét és a szerzői jogokat jelzi, nem szolgál a cikkben szereplő információk forrásmegjelöléseként.